# Амин (религия)
Амин (на старогръцки: ἀμήν; на иврит: אמן, в западноевропейската традиция на латински: amen) е обичаен завършек на молитва или псалм в юдаизма, християнството и исляма, представляващо потвърждение на произнесените думи. Като синоними могат да се посочат „да, наистина“ или „така да бъде“.

## Синоними
- Ом
- Ум
- Аум
- Аумен
- Омен
- Амен

## Древност
В древен Вавилон с думата „омен“ се е означавала специфична звездна конфигурация, която се е смятала за предвестник на дадено събитие. В приблизителен превод „омен“ означава „това, което има да стане“.

## Преводи
- Истина!, Тъй да бъде!, Да бъде!;
- От гръцки – до амина= навеки, за вечни времена;
- Означава още „сигурно, непременно, вярно“ от основното значение „да бъдеш твърд, сигурен, достоен за доверие“.
- В Стария/Вехтия Завет
  - тази дума се използва при приемане на някаква клетва и нейните последствия.(Втрорзак. 27:15 и сл.)
  - и като отклик на богослужение (Пс. 41:13; СИ – Пс. 40:14).
- Във времето на Новия Завет се използва редовно в края на молитви(!Кор.14:16). Твърдението на Иисус: „Истина, истина (амин) ви казвам“ придава на думите Му особена сила, а в Откровение 3:14 Той е наречен „Амин“.